# Stamford Bridge (East Riding of Yorkshire)
Stamford Bridge – wieś w Anglii, w hrabstwie East Riding of Yorkshire. Leży 47 km na północny zachód od miasta Hull i 281 km na północ od Londynu. W 2001 miejscowość liczyła 3394 mieszkańców.
W 1066 roku w tym miejscu odbyła się bitwa pomiędzy królem Anglii Haroldem Godwinsonem a królem Norwegii Haraldem Hardraada. Starcie zakończyło się klęską Norwegów oraz śmiercią ich króla.        